# Meganisi
Meganisi (griechisch Μεγανήσι (n. sg.) ‚große Insel‘) ist eine griechische Insel im Ionischen Meer, die zur Inselgruppe der Tilevoides und mit ihnen zu den Ionischen Inseln gehört. Gleichzeitig bildet sie zusammen mit Skorpios und einigen unbewohnten Inselchen eine selbständige Gemeinde (griechisch δήμος, Dimos) innerhalb des Regionalbezirks Lefkada der Region Ionische Inseln.

## Geographie

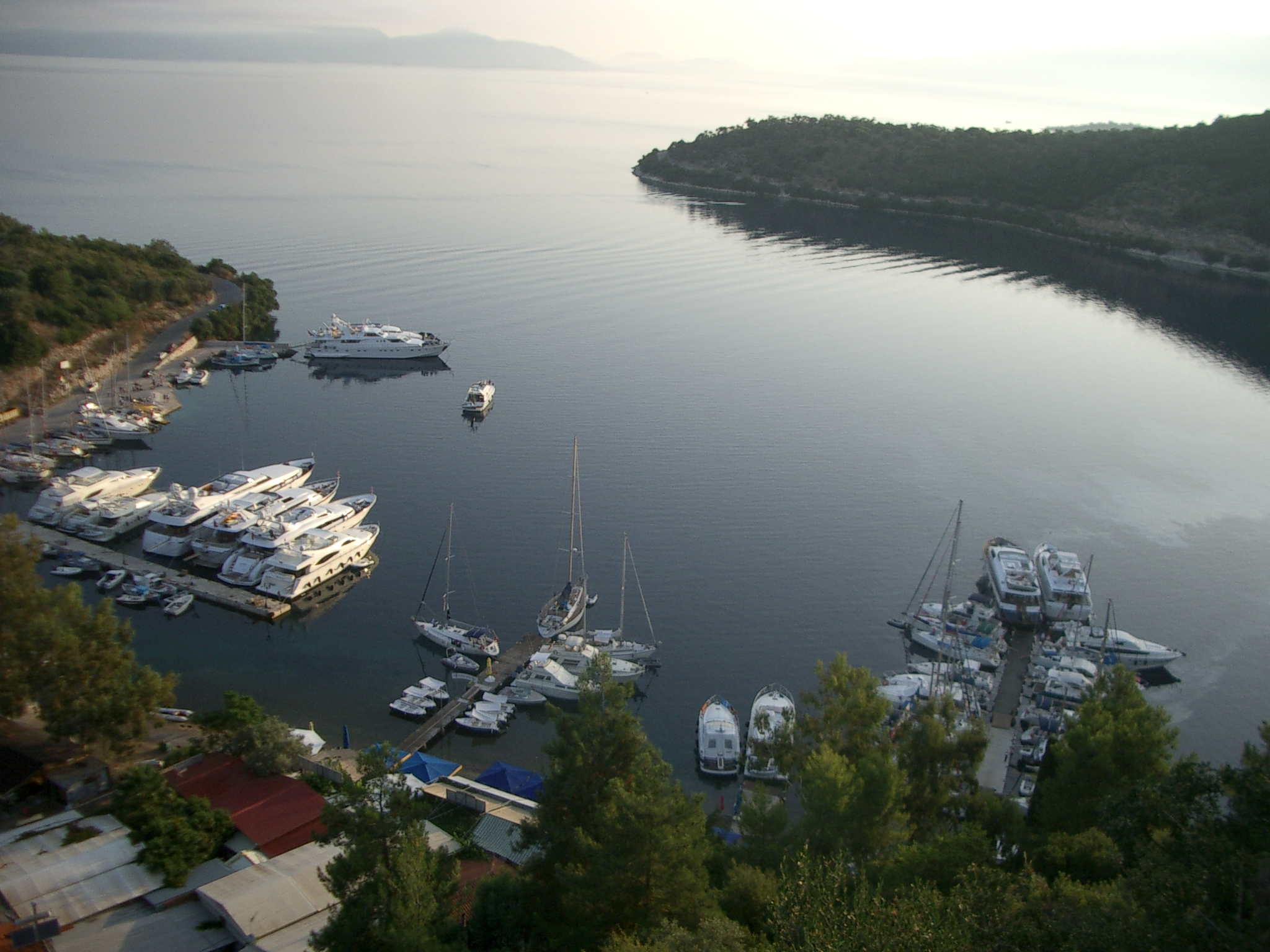
Hafeneinfahrt von Meganisi, von Spartochori aus betrachtet

Die 20,1 km² große Insel Meganisi ist durch eine nur 800 Meter breite Meerenge von der deutlich größeren Nachbarinsel Lefkada im Westen getrennt. Die Entfernung zum griechischen Festland im Osten beträgt etwa 9 Kilometer.
Meganisi besitzt eine unregelmäßige Form, die grob an ein „C“ erinnert. Sie besteht aus einem im Norden gelegenen Hauptteil und einer langen, sich etwa 6,5 km Richtung Südosten erstreckenden und nur wenige hundert Meter schmalen Landzunge. Die Länge beträgt elf Kilometer, die maximale Breite im Norden (in West-Ost-Richtung) sechs Kilometer. Die bewaldete Insel ist eher hügelig und erreicht im Westen südlich von Spartochori mit dem Bergzug (Μέγας Μπίρνος Mégas Bírnos) eine Höhe von 297 m. Die beiden Hafenorte Vathy und Spartochori sowie der im Inselinneren gelegene Hauptort Katomeri sind im Inselnorden gelegen.

## Verwaltungsgliederung
Die Gemeinde Meganisi wurde 1990 aus der Vereinigung der drei Landgemeinden Katomeri, Spartochori und Vathy gebildet, Verwaltungssitz ist Katomeri.
| Ortsgemeinschaft (Τοπική Κοινότητα) | griechischer Name             | Code     | Fläche (km²) | Einwohner 1991 | Einwohner 2001 | Einwohner 2011 | Dörfer und Siedlungen         |
| ----------------------------------- | ----------------------------- | -------- | ------------ | -------------- | -------------- | -------------- | ----------------------------- |
| Katomeri                            | Τοπική Κοινότητα Κατωμερίου   | 36020001 | 08,409       | 523            | 492            | 455            | Katomeri                      |
| Vathy                               | Τοπική Κοινότητα Βαθέως       | 36020002 | 01,561       | 211            | 145            | 203            | Vathy                         |
| Spartochori                         | Τοπική Κοινότητα Σπαρτοχωρίου | 36020003 | 13,102       | 512            | 455            | 383            | Spartochori, Skorpios, Sparti |
| Gesamt                              | Gesamt                        | 3602     | 23,072       | 1246           | 1092           | 1041           |                               |

### Name und Lage der einzelnen Inseln
Zur Gemeinde Meganisi zählen die umliegenden Inseln Kythros und Petalou im Süden, Skorpios, Skorpidi, Tsokari und Sparti sowie im Westen Thilia.
| Name      | griechischer Name  | Inselgruppe               | Höhe  | Lage                         |
| --------- | ------------------ | ------------------------- | ----- | ---------------------------- |
| Sparti    | Σπάρτη (f. sg.)    | Tilevoides: Pringiponisia | 055 m | 38° 42′ 50″ N, 20° 44′ 29″ O |
| Tsokari   | Τσοκάρη (f. sg.)   | Tilevoides: Pringiponisia |       | 38° 41′ 35″ N, 20° 44′ 9″ O  |
| Skorpidi  | Σκορπίδι (n. sg.)  | Tilevoides: Pringiponisia |       | 38° 42′ 2″ N, 20° 44′ 38″ O  |
| Skorpios  | Σκορπιός (n. sg.)  | Tilevoides: Pringiponisia | 081 m | 38° 41′ 31″ N, 20° 44′ 40″ O |
| Thilia    | Θηλιά (f. sg.)     | Tilevoides                | 035 m | 38° 39′ 27″ N, 20° 43′ 59″ O |
| Meganisi  | Μεγανήσι (n. sg.)  | Tilevoides                | 297 m | 38° 38′ 35″ N, 20° 45′ 12″ O |
| Alafonisi | Αλαφονήσι (n. sg.) | Tilevoides                |       | 38° 40′ 30″ N, 20° 48′ 8″ O  |
| Petalou   | Πεταλού (n. sg.)   | Tilevoides                |       | 38° 35′ 33″ N, 20° 46′ 13″ O |
| Kythros   | Κυθρός (m. sg.)    | Tilevoides                | 106 m | 38° 36′ 7″ N, 20° 47′ 55″ O  |

## Wirtschaft und Verkehr
Die Landwirtschaft spielt auf Meganisi eine immer geringere Rolle. Es gibt Olivenhaine, Obst- und Gemüseanbau sowie Viehzucht. Auch die Fischerei geht aufgrund der Überfischung der umliegenden Gewässer stetig zurück. Der Tourismus hingegen wird immer bedeutender.
Der nächste Flughafen befindet sich in Preveza auf dem Festland. Die beiden Hafenorte werden in der Regel mehrmals täglich mit Fähren von Nydri auf Lefkada angefahren. Zwischen den Inselorten und den wichtigsten Stränden bestehen Busverbindungen.